# Berg flyttar in
Berg flyttar in är ett TV-program som sändes på TV4 och leddes av Carina Berg och producerades av Strix Television. Sista programmet spelades in den 21 december 2011.
Programidén gick ut på att programledaren flyttade in några dagar hos en svensk kändis för att se hur denne lever. Programmet första säsongen sändes på fredagar klockan 21:30 och det första avsnittet sändes den 4 april 2008. Premiärprogrammet sågs av 1 545 000 tittare.
TV4 offentliggjorde i april 2010 att en tredje säsong skulle spelas in under sommaren 2010. Ytterligare en säsong spelades in under sommaren 2011. Den säsongen hade premiär 19 oktober samma år.
Medverkade 2010 gjorde Jesper Parnevik, Lotta Engberg, Dr. Alban, Camilla Henemark, Christina Schollin, Måns Herngren, Linda Bengtzing och Janne "Loffe" Carlsson.

## Säsonger

### Säsong 1
| Nr | Kändis           | Sändningsdatum | Tittarsiffror |
| -- | ---------------- | -------------- | ------------- |
| 1  | Lasse Berghagen  | 4 april 2008   | 1 546 000     |
| 2  | Börje Salming    | 11 april 2008  | 1 027 000     |
| 3  | Kikki Danielsson | 18 april 2008  | 983 000       |
| 4  | Bert Karlsson    | 25 april 2008  | 1 263 000     |
| 5  | Arne Weise       | 2 maj 2008     | 1 004 000     |
| 6  | Gudrun Schyman   | 9 maj 2008     | 864 000       |
| 7  | Nanne Grönvall   | 16 maj 2008    | 1 115 000     |
| 8  | Martin Stenmarck | 23 maj 2008    | 1 046 000     |

### Säsong 2
| Nr | Kändis              | Sändningsdatum | Tittarsiffror |
| -- | ------------------- | -------------- | ------------- |
| 1  | Pernilla Wahlgren   | 3 april 2009   | 1 157 000     |
| 2  | Tommy Körberg       | 10 april 2009  | 790 000       |
| 3  | Marcus Schenkenberg | 17 april 2009  | 1 179 000     |
| 4  | Lill-Babs           | 24 april 2009  | 1 370 000     |
| 5  | Dregen              | 8 maj 2009     | 781 000       |
| 6  | Niklas Strömstedt   | 15 maj 2009    | 1 001 000     |
| 7  | Runar Søgaard       | 22 maj 2009    | 1 118 000     |
| 8  | Glenn Hysén         | 29 maj 2009    | 1 083 000     |

### Säsong 3
| Nr | Kändis            | Sändningsdatum    | Tittarsiffror |
| -- | ----------------- | ----------------- | ------------- |
| 1  | Gunde Svan        | 22 september 2010 | 1 193 000     |
| 2  | Arja Saijonmaa    | 29 september 2010 | 1 001 000     |
| 3  | Christer Sjögren  | 6 oktober 2010    | 1 111 000     |
| 4  | Anja Pärson       | 13 oktober 2010   | 1 050 000     |
| 5  | Andreas Lundstedt | 20 oktober 2010   | 802 000       |
| 6  | Dogge Doggelito   | 27 oktober 2010   | 914 000       |
| 7  | Robert Gustafsson | 3 november 2010   | 1 091 000     |
| 8  | Thorsten Flinck   | 10 november 2010  | 892 000       |

### Säsong 4
| Nr | Kändis                 | Sändningsdatum   | Tittarsiffror |
| -- | ---------------------- | ---------------- | ------------- |
| 1  | Jesper Parnevik        | 2 november 2011  | 1 317 000     |
| 2  | Dr. Alban              | 9 november 2011  | 901 000       |
| 3  | Lotta Engberg          | 16 november 2011 | 1 031 000     |
| 4  | Camilla Henemark       | 23 november 2011 | 843 000       |
| 5  | Christina Schollin     | 30 november 2011 | 1 004 000     |
| 6  | Måns Herngren          | 7 december 2011  | 1 042 000     |
| 7  | Linda Bengtzing        | 14 december 2011 | 1 120 000     |
| 8  | Janne "Loffe" Carlsson | 21 december 2011 | 968 000       |

### Säsong 5
| Nr | Kändis               | Sändningsdatum   | Tittarsiffror |
| -- | -------------------- | ---------------- | ------------- |
| 1  | Dolph Lundgren       | 17 oktober 2012  |               |
| 2  | Henrik Lundqvist     | 24 oktober 2012  |               |
| 3  | Laila Bagge Wahlgren | 31 oktober 2012  |               |
| 4  | Markoolio            | 7 november 2012  |               |
| 5  | Thomas Wassberg      | 21 november 2012 |               |
| 6  | Anna Book            | 28 november 2012 |               |
| 7  | Johannes Brost       | 5 december 2012  |               |
| 8  | Py Bäckman           | 12 december 2012 |               |